# Ousse des Bois
Die Ousse des Bois ist ein Fluss in Frankreich, der im Département Pyrénées-Atlantiques in der Region Nouvelle-Aquitaine verläuft. Sie entspringt unter dem Namen Aygue Longue an der Gemeindegrenze von Soumoulou und Limendous, entwässert generell Richtung Nordwest bis West, ändert kurzzeitig nochmals seinen Namen auf Oussère, durchquert das Ballungszentrum von Pau und mündet nach rund 32 Kilometern im Gemeindegebiet von Denguin als rechter Nebenfluss in den Gave de Pau.

## Orte am Fluss
(Reihenfolge in Fließrichtung)
- Soumoulou
- Sendets
- Idron
- Pau
- Lons
- Lescar
- Poey-de-Lescar
- Aussevielle